# Eurocast
Eurocast anciennement Rencast, est un groupement de fonderies d'aluminium françaises (Brive, Châteauroux, Delle, Reyrieux, Thonon et Vaulx-en-Velin) fabriquant des pièces en aluminium. Depuis 2008 le groupe GMD s'est diversifié en incluant à son activité la fonderie d'aluminium pour le secteur de l'automobile. C'est dans cette optique que le groupe GMD a racheté Eurocast en 2009. Depuis quelques années Eurocast s'est développé également à l'international avec deux sites au Portugal. Un site en Allemagne. Un site en Chine. Un site en Hongrie.
Eurocast est fournisseur de rang 1 pour de nombreux constructeurs